# SODの土曜のお昼からごめんなさい
『SODの土曜のお昼からごめんなさい』（エスオーディーのどようのおひるからごめんなさい）は、渋谷クロスFMで配信されるラジオ番組、ウェブラジオ番組。

## 概要
2024年3月16日開始。「刺激的な土曜のお昼をユーザー様に提供するラジオ番組」としてスタート。原則毎月第1土曜日14時から50分間観覧無料生配信で送る。初回は3月16日（第3土曜日）。メインパーソナリティは小湊よつ葉が務め、アシスタント、ゲストともに送る。番組名は中国語では『SOD周六午餐时间』（SOD土曜ランチタイム）と訳される。推奨ハッシュタグは「ひるごめ」。
2025年1月も特別番組とバッティングするため変則的に13日（祝日月曜）19時からとなる。

## 出演者

### MC

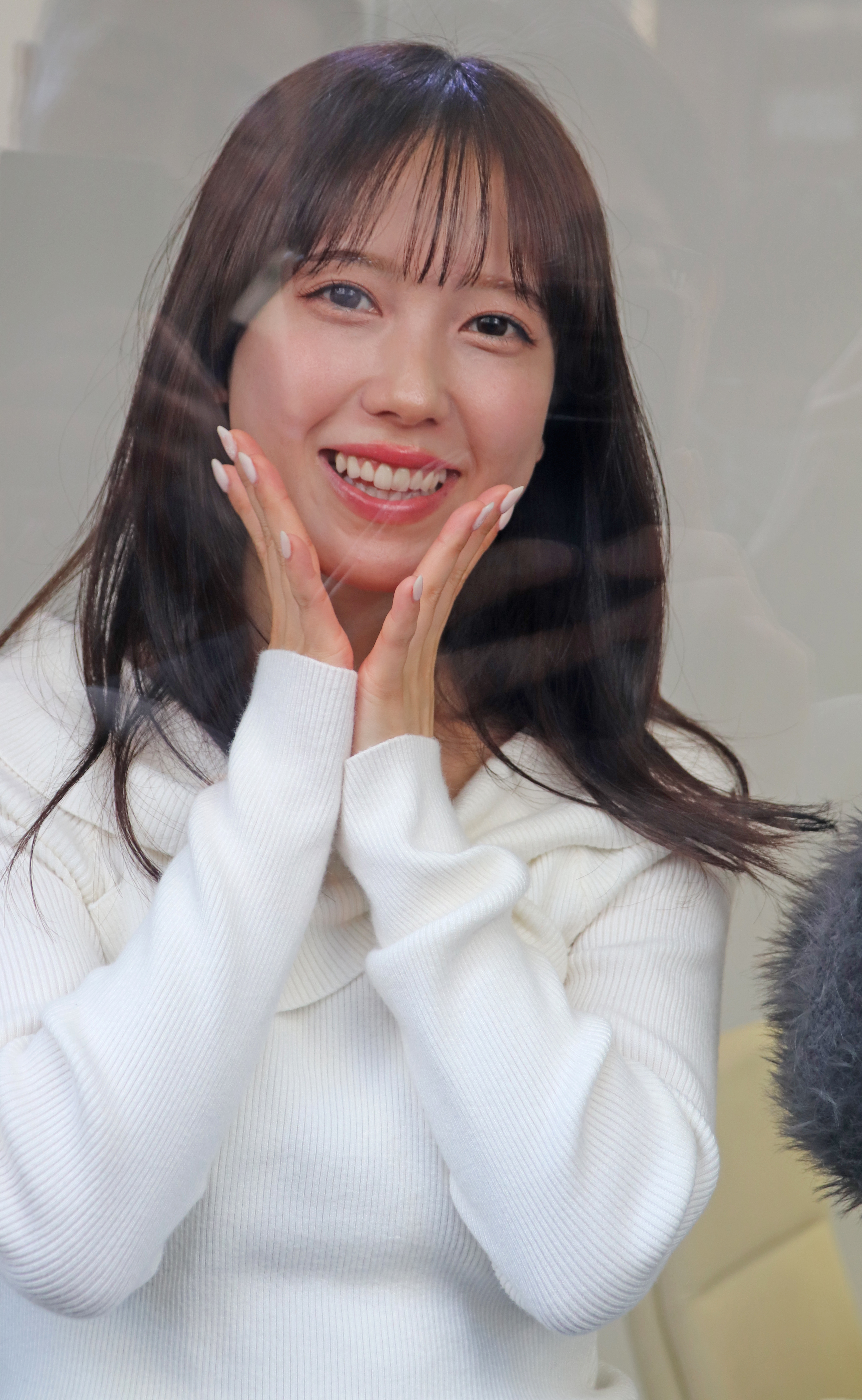
MCの小湊よつ葉（2025年3月1日撮影）

- 小湊よつ葉

### その他出演者
- 2024年3月16日：アシスタント：石川陽波（SOD女子社員）[注 1]、ゲスト：彩月七緒[4]
- 2024年4月6日：アシスタント：石川陽波（SOD女子社員）、ゲスト：恋渕ももな[5]
- 2024年5月5日：アシスタント：石川陽波（SOD女子社員）、ゲスト：柴崎はる
- 2024年6月1日：アシスタント：石川陽波（SOD女子社員）、ゲスト：本庄鈴、本多そら（SOD女子社員）[3]
- 2024年7月8日：アシスタント：石川陽波（元SOD女子社員）[6]、ゲスト：渚恋生
- 2024年8月3日：アシスタント：本多そら（SOD女子社員）、ゲスト：新田好実（SOD女子社員）[7]
- 2024年9月7日：アシスタント：本多そら（SOD女子社員）、ゲスト：松丸香澄（SOD女子社員）、石川陽波
- 2024年10月5日：アシスタント：本多そら（SOD女子社員）
- 2024年11月2日：アシスタント：本多そら（SOD女子社員）、ゲスト：神木麗[8]
- 2024年12月7日：アシスタント：本多そら（SOD女子社員）、ゲスト：MINAMO
- 2025年1月13日：アシスタント：本多そら（SOD女子社員）、ゲスト：松永（SOD女子社員）[9]
- 2025年2月1日：アシスタント：本多そら（SOD女子社員）
- 2025年3月1日：アシスタント：本多そら（SOD女子社員）、ゲスト：天音かんな[10]
- 2025年4月5日：アシスタント：新田好実（SOD女子社員）、ゲスト：星乃莉子
- 2025年5月3日：アシスタント：本多そら（SOD女子社員）、ゲスト：みや（スカチャン）
- 2025年6月7日：アシスタント：松永あかり（SOD女子社員）
- 2025年7月5日：アシスタント：松永あかり（SOD女子社員）、ゲスト：柴崎はる
- 2025年8月2日：アシスタント：松永あかり（SOD女子社員）、ゲスト：新川空[11]

## 主なコーナー
みんなからの質問コーナー
事前募集した出演者への質問を抽選ボックスに入れ、出演者がアトランダムに引き時間のある限り答えていくコーナー。後述の「〇〇への3つの質問」をブラッシュアップしたコーナーといえる。募集要項ではレギュラー出演者とゲストへの質問は別々になっているが、コーナーでは混ぜられて読まれている。
ゲームコーナー
手持ちホワイトボードを使用した相性ゲームなどを行う。内容は毎月異なる。
最近あったちょっとエロいこと教えて　近々ちょいエロトーク
2025年6月7日開始。リスナーから「最近あったちょっとエロいこと」を教えてもらい、それについて出演者たちで語るコーナー。

### 過去の主なコーナー
〇〇への3つの質問
ゲストへ根掘り葉掘り質問するコーナー。
セクシー女優の妄想トーク
テーマに基づいてセクシー女優が展開などを妄想する。
募集時点では、リスナー投稿をガイドに妄想することを想定していたが、第2回以降はおおむね投稿ネタをメインに読み上げるコーナーとなっていた。

## スタッフ
- オープニングテーマ：「恋のマニュアル」小湊よつ葉（SOD records）
- 制作協力：ティーパワーズ、ソフト・オン・デマンド
- 制作著作：渋谷クロスFM